# Winners of the Wilderness
Winners of the Wilderness è un film muto del 1927 diretto da W. S. Van Dyke. La storia, ambientata all'epoca della guerra franco-indiana offre l'occasione di un affresco storico della battaglia del 1755 in cui perse la vita il generale Edward Braddock, comandante delle truppe britanniche che avevano cercato di prendere il francese Fort Duquesne, battaglia a cui prese parte anche un giovane George Washington.

## Produzione
Il film fu prodotto dalla Metro-Goldwyn-Mayer (MGM) con il titolo di lavorazione Braddock’s Defeat.
La scena culminante del film, quella della campagna militare britannica del 1755 conosciuta come "Braddock’s Defeat", fu messa in scena al Griffith Park di Los Angeles. Le riprese erano iniziate quella settimana: circa un migliaio di uomini parteciparono alla sequenza, inclusi attori vestiti da soldati del XVIII secolo degli eserciti britannici, francesi e coloniali americani e numerosi altri che interpretavano i nativi americani, alcuni dei quali probabilmente autentici. Le riprese iniziarono la mattina presto e durarono fino al tramonto, quando "più di due tonnellate di polvere nera erano state sparate da centinaia di moschetti." La battaglia, combattuta durante la guerra franco-indiana (1754-1763), prende il nome dal generale Edward Braddock, che morì insieme a molte delle sue truppe durante un tentativo fallito di catturare Fort Duquesne nella Pennsylvania occidentale.
Il film, girato in bianco e nero, contiene nell'ultimo rullo anche una breve sequenza in Technicolor di circa due minuti quando i due protagonisti Tim McCoy e Joan Crawford giungono ad Alexandria, in Virginia, e scendono dalla carrozza.

## Distribuzione
Il copyright del film, richiesto dalla Metro-Goldwyn-Mayer Distrubuting Corp., fu registrato il 24 gennaio 1927 con il numero LP23585.
Distribuito dalla Metro-Goldwyn-Mayer (MGM), il film uscì nelle sale cinematografiche degli Stati Uniti il 15 gennaio 1927. A New York, fu poi presentato al Loew’s Theatre il 12 marzo 1927.
Nel Regno Unito, si tenne la prima a Londra il 24 febbraio 1927, facendolo poi uscire nelle sale il 9 gennaio 1928. Distribuito internazionalmente, uscì anche in Danimarca (4 novembre 1927 con il titolo Ødemarkens Sejrherrer), in Svezia (30 gennaio 1928 come Den maskerade ryttaren), in Finlandia (27 febbraio 1928), in Portogallo (15 ottobre 1928 come A Conquista da América), in Spagna (come Por la razón y la fuerza).

### Conservazione
Copia completa della pellicola esiste in un positivo 16 mm conservata negli archivi del George Eastman House di Rochester.